# Chapssalttok
El chapssalttok (en coreano: 찹쌀떡, McCune-Reischauer: chapssal-ttǒk, romanización revisada: chapssal-tteok)  es un postre coreano hecho con pasteles de arroz rellenos con pasta de porotos de azuki o bien, patsu. Los pasteles en sí está hechos de harina de arroz dulce (찹쌀가루, chapssalkaru). Es una variante del ttok y es similar al daifuku japonés.